# Сангинетти, Хулио Мария
Ху́лио Мари́я Сангине́тти Койро́ло (исп. Julio María Sanguinetti Coirolo; род. 6 января 1936, Монтевидео, Уругвай) — уругвайский политик, юрист и журналист, президент Уругвая с марта 1985 до марта 1990 года и с марта 1995 до марта 2000 года, член Партии Колорадо.

## Биография
Юрист и журналист по профессии, он родился в семье среднего класса итальянского происхождения. Изучал право и социальные науки в Университете Республики в городе Монтевидео, получил диплом юриста в 1961 году, а затем объединил свою юридическую практику с работой в качестве журналиста. Доктор права и общественных наук. Специалист по конституционному праву.
Член палаты депутатов парламента Уругвая в 1963—1967 годах, 1967—1971 годах и с 1971 года до военного переворота 1973 года. Был председателем Национальной комиссии по вопросам искусства в 1967—1973 годах, а также председателем Национальной комиссии ЮНЕСКО в 1972 году. Занимал должности министра промышленности и торговли (1969—1971), министра просвещения и культуры (1972—1973).
Ввыступил против режима военной диктатуры, в 1976—1981 годах был лишён политических прав, занимался журналистикой. С 1981 года — лидер партии «Колорадо», с 1983 года — генеральный секретарь партии.
В 1984 году победил на президентских выборах и стал первым президентом после периода диктатуры в Уругвае. Освободил политических заключённых. Не справился с ростом инфляции, достигшей 75 % в год, что привело страну к финансовому кризису.
В 1988 году посетил СССР с государственным визитом.
В 1995—2000 годах вновь занимал пост президента. Проводил политику либерализации, приватизации и демонополизации экономики.

## Звания
- 1986, Почётный доктор Бразильского университета
- 1988, Почётный доктор МГУ имени М. В. Ломоносова
- 1994, Почётный доктор Национального университета Асунсьона (Парагвай)
- 1996, Почётный доктор Университета Малайи (Малайзия)
- 1996, Почётный доктор Университета Генуи (Италия)
- 1996, Почётный доктор Бухарестского университета (Румыния)
- 1998, Почётный доктор Университета Росарио[англ.] (Колумбия)
- 2015, Почётный доктор Университета Аликанте (Испания)